# Mélanie Gaume
Pour les articles homonymes, voir Gaume (homonymie).
Marie Thérèse Mélanie Gaume, née à Besançon le 27 août 1806 et morte à Paris le 30 janvier 1856, est une peintre et femme de lettres française. Elle est l'épouse de Jacques Alexandre Bixio.

## Biographie
Fille de Marie-Antoinette Mélanie Filiol de Raimond et de Léonard Martin Gaume, ancien aide de camp du général Pichegru, notaire et secrétaire de mairie, Mélanie Gaume nait à Besançon, le 27 aout 1806,,. Son père deviendra commissaire de police à Paris.
Elle étudie à l’École mutuelle de la rue Saint-Vincent, actuelle rue Megevand, à Besançon. Par la suite, aux Beaux-Arts de la même ville, puis enfin, aux Beaux-Arts de Paris. Durant son cursus, Mélanie Gaume se spécialise dans la peinture sur émail,.
Elle fréquente le salon littéraire de Charles Nodier,,, amie de Marie sa fille qui lui dédicace un sonnet en 1830  , aux côtés, notamment, de femmes telles que Sophie Gay, Delphine de Giradin, Mélanie Waldor, Marceline Desbordes-Valmore, ou encore, Amable Tastu. Elle y fait la rencontre de Jacques Alexandre Bixio, qui deviendra son époux le 9 avril 1833 à Paris. Elle est alors collaboratrice de la manufacture de Sèvres , activité qu'elle exerce encore l'année suivante . Le couple a 4 enfants dont l'ainé Maurice Bixio né en 1836.
Mélanie Gaume constitue un album d'autographes enrichi de ses poèmes et dessins . Aussi, elle fréquentera les milieux littéraires romantiques,.
Elle décède le 30 janvier 1856, dans l'ancien 10e arrondissement de Paris.

## Exposition
- 1832: elle expose 5 œuvres d'après les maîtres flamands et une scène d'Othello avec la Malibran en Desdemone [11].
- 1834: elle expose 2 peintures sur porcelaine au salon [12]